# Сетубал (округ)
Округ Сетубал (порт. Distrito de Setúbal) је један од 18 округа Португалије, смештен у њеном западном делу. Седиште округа је истоимени град Сетубал, а значајни су и градови Алмада и Бареиро. На много мањем значајном и слабије насељеном југу округа једино значајније насеље је Синес.

## Положај и границе округа
Округ Сетубал се налази у западном делу Португалије и граничи се са:
- север: округ Сантарем,
- исток: округ Евора,
- ју: округ Бежа,
- запад: Атлантски океан,
- северозапад: округ Лисабон (преко естуара Тежа).

## Природни услови
Рељеф: Западни део округа Сетубал је приобална равница уз Атлантски океан. Она је већим делом плодна и густо насељена, али је у одређеним деловима уз обалу мочварног карактера. Источни део округа је побрђе, просечне висине 200-300 метара.
Клима у округу Сетубал је средоземна.
Воде: Западна граница округа је Атлантски океан. На северозападу округа налази се естуарско ушће Тежа, а на југозападу естуарско ушће Сада у Атлантик. Већина мањих водотока су њихове притоке или се непосредно уливају у море.

## Становништво
По подацима из 2001. године на подручју округа Сетубал живи близу 790 хиљада становника, већином етничких Португалаца.
Густина насељености - Округ има густину насељености од преко 150 ст./км², што је значајно више од државног просека (око 105 ст./км²). Западни део округа (приобална равница) је много боље насељен него брежуљкасто подручје на истоку.

## Подела на општине
Округ Сетубал је подељен на 13 општина (concelhos), које се даље деле на 82 насеља (Freguesias).
Општине у округу су:
| - Алкакер до Сол - Алкочете - Алмада - Бареиро - Грандола | - Моита - Монтижо - Палмела - Сантијаго до Кашем - Сеишал | - Сезимбра - Сетубал - Синес |